# Lachlan (nome)
Lachlan  è un nome proprio di persona inglese e gaelico scozzese maschile.

## Varianti
- Scozzesi: Lauchlan[2], Lachlann[2][1], Lochlann[1]
  - Ipocoristici: Lachie[2][1], Lachy[1], Lauchie[1], Lochie[1]
  - Femminili: Lachina[1]
- Inglese
  - Ipocoristici: Lockie[2]

### Varianti in altre lingue
- Irlandese: Lochlann[2], Lochlainn[2]

## Origine e diffusione
Si tratta di una forma anglicizzata di Lachlann, la forma scozzese del nome irlandese Lochlain: questo, sebbene adottato come nome già anticamente, era in origine un soprannome che indicava un vichingo o comunque uno scandinavo, ripreso da Lochlann, un nome irlandese della Scandinavia avente il significato di "terra dei laghi" (da loch, "lago", "fiordo" e lann, "terra"). Interpretazioni minoritarie riconducono il nome invece al termine irlandese laochail ("guerresco", da laoch, "guerra", "conflitto").
Tra i paesi anglofoni, verso la fine del XX secolo il nome ha avuto buona diffusione in Australia, dove il generale scozzese Lachlan Macquarie era stato governatore.

## Onomastico
Il nome è adespota, non essendo portato da alcun santo; l'onomastico si festeggia quindi ad Ognissanti, il 1º novembre.

## Persone

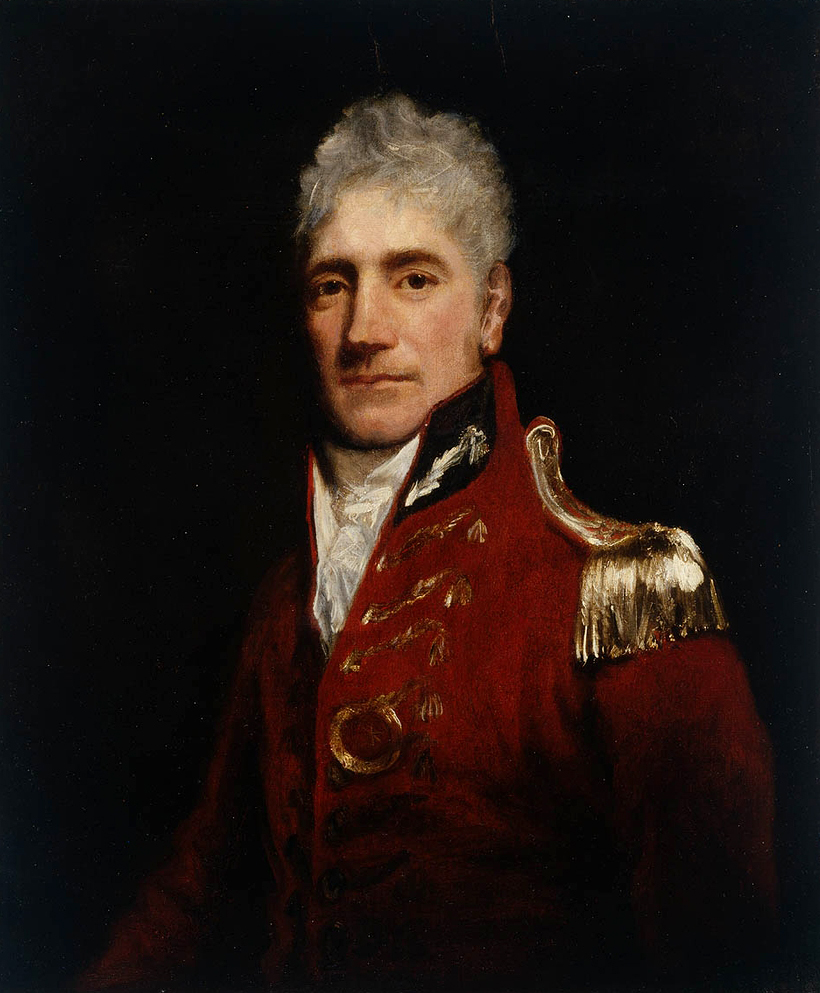
Lachlan Macquarie

- Lachlan Bassett, canoista australiano
- Lachlan Buchanan, attore australiano
- Lachlan Macquarie, generale scozzese
- Lachlan McIntosh, generale statunitense
- Lachlan Morton, ciclista su strada australiano
- Lachlan Nieboer, attore britannico

## Il nome nelle arti
- Lachlan è un personaggio del racconto di Michel Faber Men che perfetto.
- Lachlan Glendenning è un personaggio della serie televisiva The Book Group.
- Lachlan 'Lachie' MacLachlan è un personaggio del film del 1949 Cuore solitario, diretto da Vincent Sherman.
- Lachlan Moore è un personaggio della serie televisiva Jane the Virgin.
- Lachlan Rhys è un personaggio della serie a fumetti Nevermore.